# Рејмонд од Пенафорта
Свети Рејмонд од Пенафорта је доминикански каноничар из 13. века.

## Биографија
Рођен у Виљафранка дел Панадес, близу Барселоне, 1180. године; умро у Барселони, 6. јануара, 1275. Постао је професор канонског права 1195. године, и подучавао га петнаест година. Напустио је Шпанију 1210. да би завршио школовање у Болоњи. Три године је био главни на универзитетском одељењу канонског права, и објавио је истраживање о свештеничком законодавству које, између осталих његових дела, још увек постоји у Ватиканској Библиотеци, као значајан и вредан допринос канонском праву римокатоличке цркве. Ту је упознао новоосновани доминикански ред.
У доминикански ред, Рејмонд је привучен проповедима благословеног Региналда, доминиканског игумана Болоње, а замонашио се у доминиканском манастиру Барселоне по свом повратку из Италије, 1222. године. У Барселони је, заједно са светим Петром Ноласком, био оснивач Реда Мерседаријанаца. Такође је у Барселони и Тунису основао институте за изучавање оријенталних језика ради преобраћања Јевреја и Маура у хришћанство.
На захтев његових надређених Рејмонд је објавио „Summa Casuum“ који се у неколико издања појављује у 16. и 17. веку. 1229. године Рејмонд је постављен за теолога и исповедника кардинала надбискупа Сабине, Џона из Абевила и 1230. године папа Грегорије IX позвао га је у Рим и прогласио капеланом и великим исповедником.

### Заслуге
Научни третман теологије морала (коју је поставио свети Тома) био је реткост у четрнаестом веку, из простог разлога што је углавном "Sentences" а не "Summa" коришћен у црквеним школама. Наиме управо Рејмондова "Summa de poenitentia et matrimonio" (1235) је највише допринела да се крене у штампање велике количине упутстава за исповеднике током 14. и 15. века.
Свети Рејмонд је такође чувен широм света по својим залагањима за укидање ропства.

### Дан светог Рејмонда из Пенафорта
Дан светог Рејмонда из Пенафорта слави се 7. јануара по грегоријанском календару. За тај дан, римокатолицима су препоручене следеће молитве:
„Господе,

Дао си св. Рејмонду дар сажаљења 

у његовој служби грешницима. 

Нека нас његове молитве ослободе ропства греху 

и помогну нам да Те волимо и служимо у слободи.

Молимо те ово путем нашег Господа Исуса Христа, Твог Сина,

који живи и влада са Тобом и Светим Духом,

једини Боже, и за векове векова. Амин.“
„Свемоћни и сажаљиви Оче,

кроз живот и учење нашег брата Рејмонда 

показао си нам да је љубав извршење закона.

Испуни наша срца љубављу,

и тако нас увеличај у слободи

као твоје синове и кћери.

Молимо те ово путем нашег Господа Исуса Христа, Твог Сина,

који живи и влада са Тобом и Светим Духом,

једини Боже, и за векове векова. Амин.“